# Der Weltmeister
Der Weltmeister è un film muto del 1919 prodotto e diretto da Erik Lund

## Produzione
Il film fu prodotto da Erik Lund per la Ring-Film GmbH (Berlin).

## Distribuzione
Uscì nelle sale cinematografiche tedesche con il visto di censura in data agosto 1919.